# Alyson Bailes

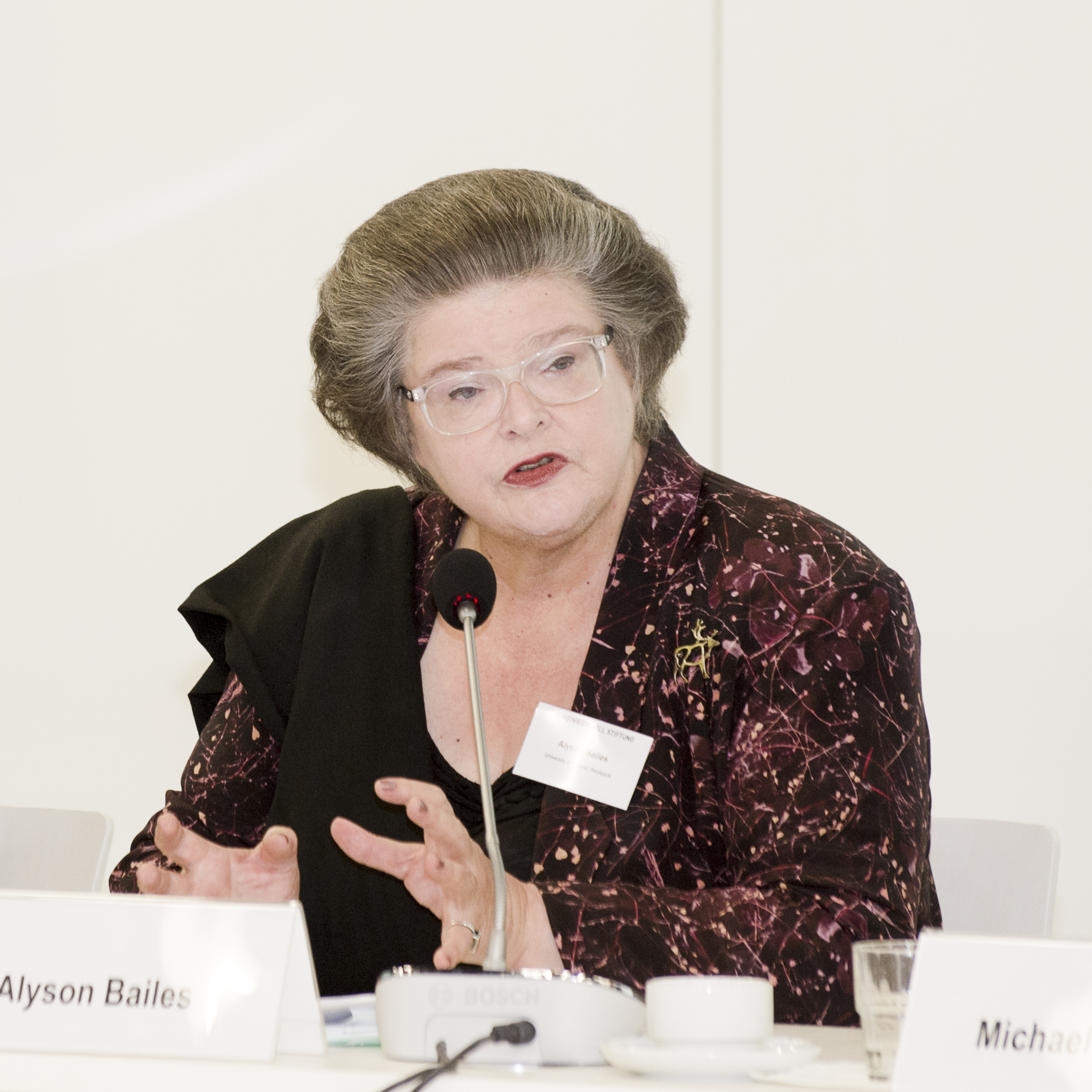
Alyson Bailes 2013 bei der Heinrich-Böll-Stiftung in Berlin

Alyson J. K. Bailes (* 6. April 1949 in Manchester; † 29. April 2016) war eine Gastprofessorin an der Universität Island in Reykjavík und Direktorin des Stockholm International Peace Research Institute (SIPRI).
Alyson Bailes studierte Geschichte in Oxford (Somerville College) und ging 1970 in den diplomatischen Dienst.
Sie arbeitete in Ungarn, Deutschland, China, Norwegen und Finnland. Für die britische Regierung führte sie Verhandlungen bei der NATO und der Europäischen Union. Sie war Vizepräsidentin des New Yorker Ost-West-Instituts und politische Leiterin des Verteidigungsbündnisses Westeuropäische Union in Brüssel.
Von November 2000 bis Juni 2002 war sie britische Botschafterin in Finnland.
In der Zeit von Juli 2002 bis August 2007 bekleidete sie das Amt der Direktorin des Stockholm International Peace Research Institute (SIPRI). Nach ihrer Zeit in Stockholm wechselte sie 2007 an die Universität Island in Reykjavík, an der sie eine Stelle als Gastprofessorin innehatte.